# Albac
Albac là một xã thuộc hạt Alba, România. Dân số thời điểm năm 2002 là 2219 người.